# Pastrami

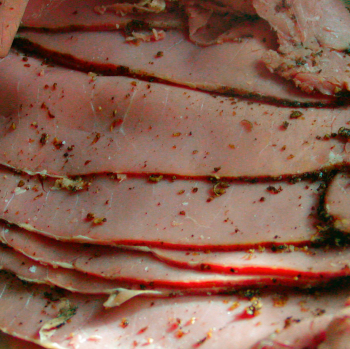
Pastrami

Pastrami (turco: pastırma, romeno: pastramă, búlgaro: пастърма)é um produto de carne geralmente feito de carne bovina, e às vezes de carne de porco, carneiro ou peru. O nome pastrami vem do romeno pastramă, uma declinação do verbo romeno păstra significando "conservar alimentos, manter algo por um longo período" cuja etimologia está ligada ao búlgaro pastrija ou do grego παστραμάς/παστουρμάς, emprestado do turcopastırma, encurtado de em turco:  bastırma et "carne prensada." A carne bovina seca ao vento era feita na Anatólia por séculos, é considerada por alguns como "um dos precursores do pastirma da Turquia moderna".